# Ostro (cacciatorpediniere 1928)
L'Ostro è stato un cacciatorpediniere della Regia Marina.

## Storia

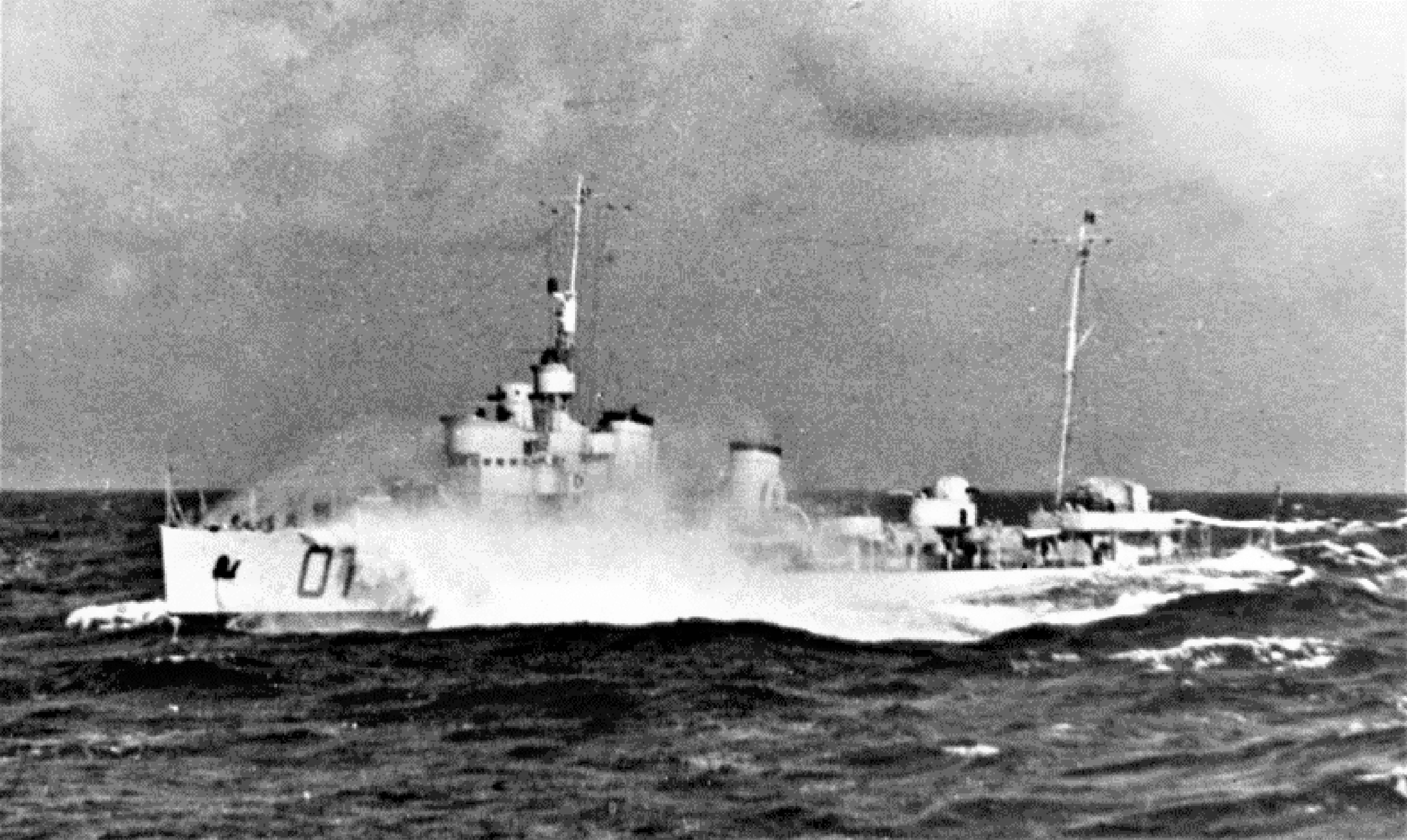
Due immagini del cacciatorpediniere in navigazione con mare mosso.

Dopo essere entrato in servizio nel giugno 1928, ultima unità della classe, il cacciatorpediniere operò inizialmente nel Mar Tirreno, svolgendovi attività di squadra. La nave si recò inoltre a Monaco per presenziare ai festeggiamenti della locale comunità italiana. Nel 1929 l'Ostro costituiva, con ai gemelli Zeffiro, Espero e Borea, la I Squadriglia della 1ª Flottiglia della I Divisione Siluranti, inquadrata nella 1ª Squadra navale, con base a La Spezia. Nel 1929 la nave svolse una crociera in acque spagnole, e nel 1930 una seconda nel Mar Egeo e nel Dodecaneso.

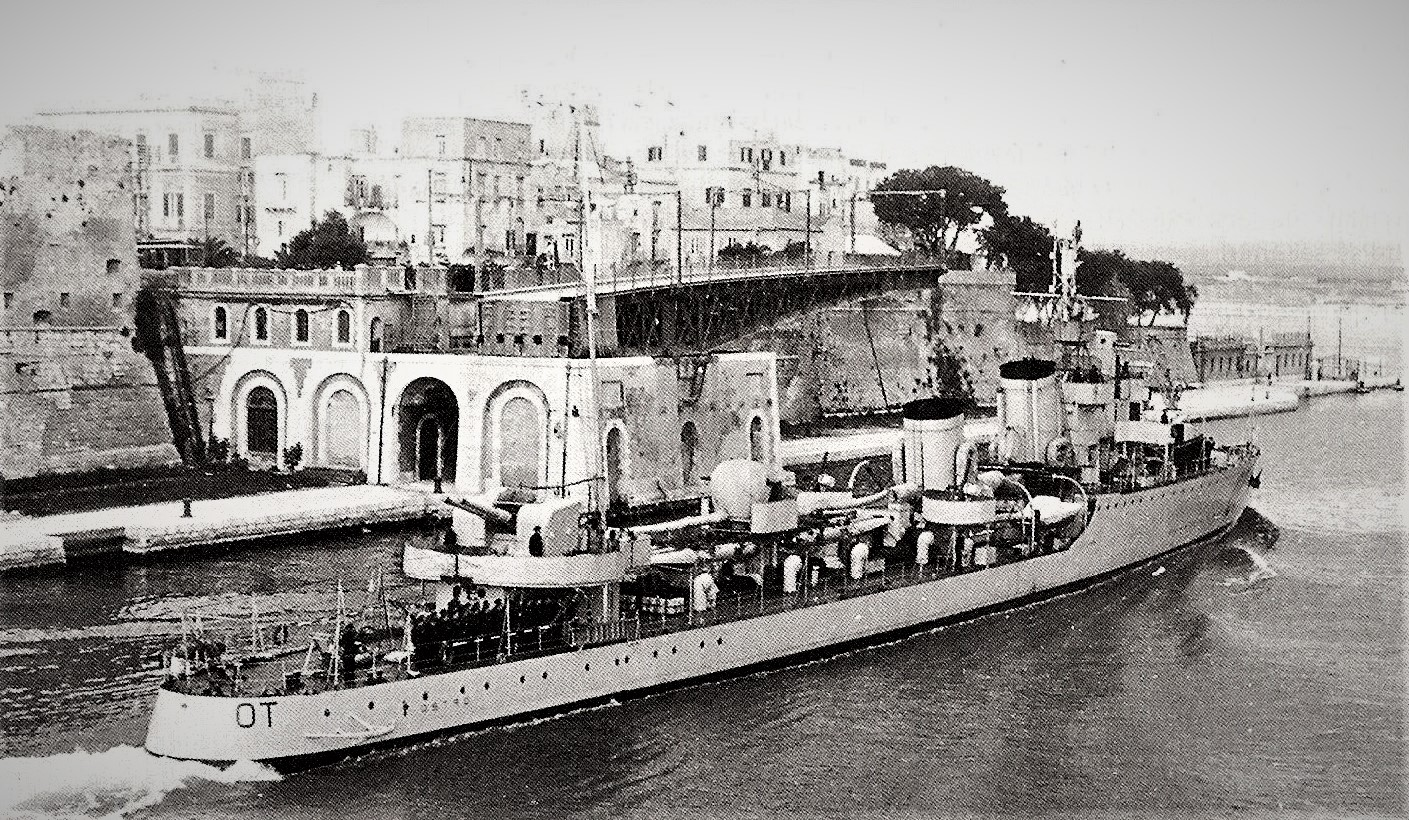
LOstro attraversa il canale navigabile di Taranto negli anni '30.

Nel 1931 l'Ostro, insieme ai gemelli Turbine, Aquilone e Borea, ai cacciatorpediniere Daniele Manin e Giovanni Nicotera ed all'esploratore Pantera, formava la 1ª Flottiglia Cacciatorpediniere, assegnata alla II Divisione della 1ª Squadra.
Nel corso dei primi anni trenta il cacciatorpediniere subì alcune modifiche, quali il potenziamento dell'armamento contraereo con l'imbarco di una mitragliera binata da 13,2/76 mm, il miglioramento delle sistemazioni di bordo e l'installazione di una centrale di tiro tipo «Galileo-Bergamini», sperimentata con successo sulle unità gemelle della I Squadriglia.
Nel 1934 l'unità, insieme ad Espero, Borea e Zeffiro, formava la IV Squadriglia Cacciatorpediniere, assegnata, insieme alla VIII (composta dalle altre quattro unità della classe Turbine), alla II Divisione navale (incrociatori pesanti Fiume e Gorizia).
La nave prese parte alla guerra di Spagna, al comando del capitano di corvetta F. G. Cerasuoli, a contrasto del contrabbando di rifornimenti destinati alle truppe spagnole repubblicane, attività nella quale fu molto attiva: la sera del 13 agosto 1937, nell'ambito di tali operazioni, l'Ostro silurò ed affondò in posizione 36°06' N e 12°52' E, al largo di Pantelleria, il piroscafo spagnolo repubblicano Conde de Abasolo, da 3106 tonnellate di stazza lorda. Il piroscafo, violatore di blocco, era partito dai porti del Mar Nero carico di materiale bellico, e fu affondato dall'Ostro con un siluro da 533 mm, non lontano da Biserta.
Successivamente l'Ostro si unì al capoclasse Turbine, ed il 30 (o 31) agosto 1937 i due cacciatorpediniere silurarono ed affondarono, al largo di Tizgirt (costa algerina), il piroscafo sovietico Tymiryazev (3226 tsl), in navigazione da Cardiff a Porto Said al comando del capitano A. A. Rydnyuk e con un carico di materiale bellico destinato alle forze repubblicane. Una scialuppa con superstiti del mercantile venne rimorchiata a Dellys (Algeria) da unità algerine.
Nell'estate 1939 il cacciatorpediniere prese parte alle operazioni per l'occupazione dell’Albania. Nel corso dello stesso anno l'Ostro fu dislocato a Taranto. Oltre che in Albania, poco prima dello scoppio del secondo conflitto mondiale l'unità operò anche in Africa settentrionale.

Alla data dell'ingresso dell'Italia nella seconda guerra mondiale, il 10 giugno 1940, l'Ostro aveva base a Taranto ed apparteneva alla II Squadriglia Cacciatorpediniere, di cui facevano parte i gemelli Espero, Borea e Zeffiro. 

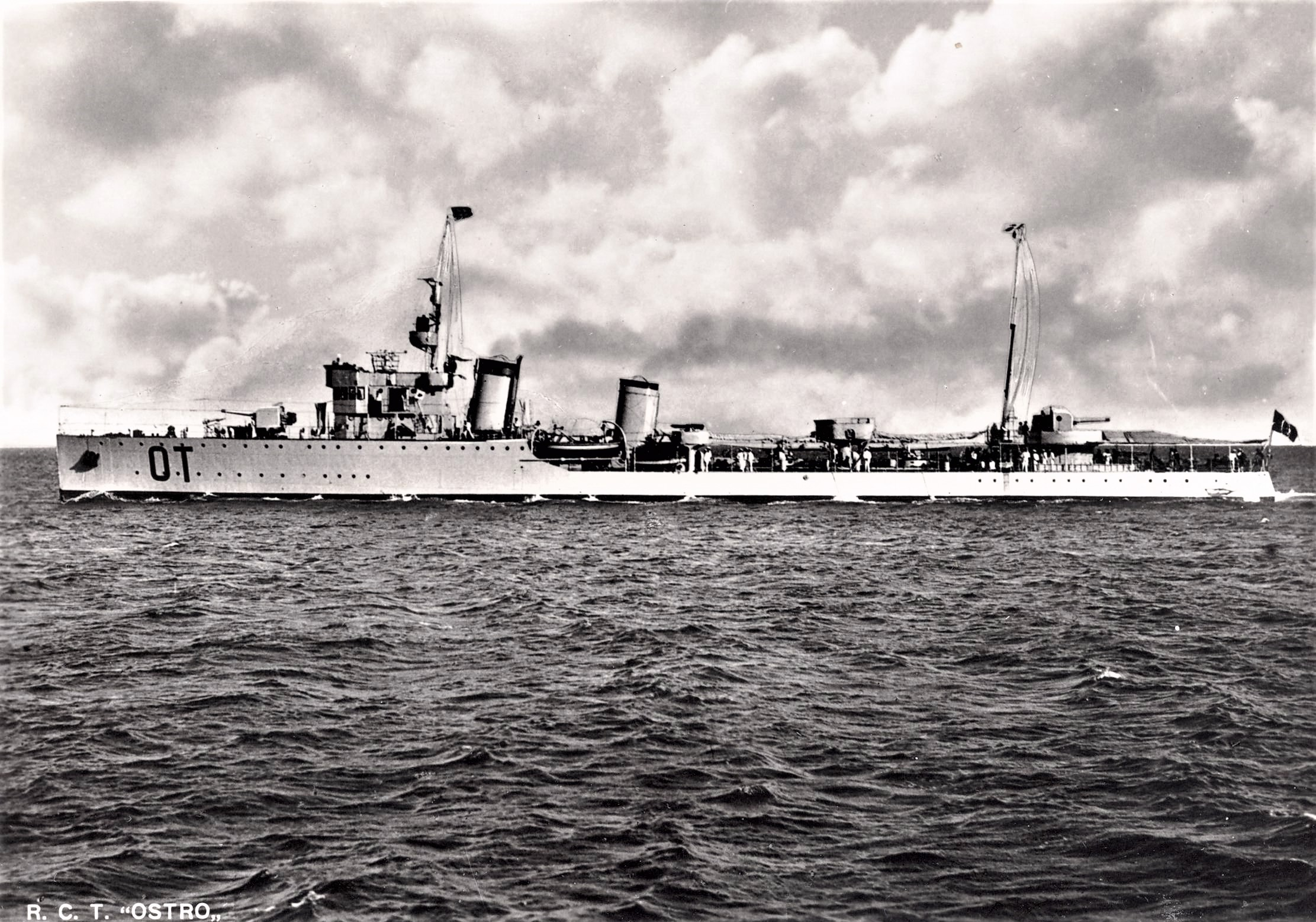
LOstro al traverso.

Nella serata del 27 giugno 1940, alle 22.45, l'Ostro (Capitano di corvetta Luigi Monterisi) partì da Taranto per la sua prima missione di guerra, ovvero il trasporto a Bengasi (secondo altre fonti a Tobruk, o a Tripoli), unitamente all’Espero (Capitano di Vascello Enrico Baroni, caposquadriglia) ed allo Zeffiro (Capitano di Corvetta Giovanni Dessy), di due batterie contraeree (o anticarro) della Milizia Volontaria per la Sicurezza Nazionale per un totale di 10 bocche da fuoco, 120 tonnellate di munizioni ed i relativi serventi, 162 camicie nere.
Intorno a mezzogiorno del 28 giugno le tre unità della II Squadriglia, che procedevano in linea di fila (Espero in testa, Zeffiro al centro ed Ostro in coda) furono avvistate una cinquantina di miglia ad ovest di Zante da due ricognitori Short Sunderland: ad intercettare il convoglio venne inviato il 7th Cruiser Squadron della Royal Navy, costituito dagli incrociatori leggeri Sydney, australiano, ed Orion, Liverpool, Neptune e Gloucester, britannici, che avvistarono la formazione italiana intorno alle 18 (o alle 18.30) a sud di Malta ed un centinaio di miglia a nord di Tobruk, nonché 75 miglia ad ovest/sudovest da Capo Matapan. Alle 18.59 gli incrociatori britannici, non ancora notati dalle unità italiane, aprirono il fuoco da distanza compresa tra i 16.000 ed i 18.000 metri. La velocità superiore che in teoria i tre cacciatorpediniere italiani avrebbero dovuto avere era annullata dall'appesantimento rappresentato dal carico imbarcato. Il capitano di vascello Baroni, caposquadriglia, prese dunque la decisione di sacrificare la propria nave, l’Espero, nel tentativo di trattenere gli incrociatori inglesi, ordinando al contempo ad Ostro e Zeffiro di dirigere per Bengasi alla massima velocità, disimpegnandosi verso sudovest mentre l’Espero li avrebbe coperti con cortine fumogene: entrambi i cacciatorpediniere scamparono così alla distruzione e giunsero in porto indenni il giorno seguente, mentre l'Espero fu affondato dopo un impari combattimento.
Dopo aver raggiunto Bengasi, l'Ostro e lo Zeffiro proseguirono alla volta di Tobruk, dove giunsero il 1º luglio, ormeggiandosi quindi in rada. I due cacciatorpediniere avrebbero dovuto rinforzare i quattro gemelli della I Squadriglia (Euro, Turbine, Nembo, Aquilone) nelle operazioni di bombardamento delle installazioni militari britanniche nei pressi di Sollum, intese ad indebolire le difese britanniche in tale zona prima dell'offensiva italiana che si sarebbe dovuta tenere di lì a poco.
Il 5 luglio, durante un'incursione di aerosiluranti Fairey Swordfish, vennero affondati lo Zeffiro ed il piroscafo Manzoni e danneggiati gravemente il cacciatorpediniere Euro ed i piroscafi Liguria e Serenitas (l'Ostro, che si trovava ormeggiato nella medesima posizione alla boa C4, non era invece stato attaccato). Essendosi dissolta, con la perdita di Espero e Zeffiro, la II Squadriglia, l'Ostro venne aggregato alla I.
L'Ostro venne quasi subito adibito al servizio di scorta, svolgendo tre missioni di questo tipo.
Il 19 luglio 1940 l'Ostro, al comando del capitano di fregata Giuseppe Zarpellon, si trovava a Tobruk, ormeggiato alla boa C4, sul lato meridionale della baia, a proravia del gemello Aquilone ed a poppavia del gemello Nembo. A bordo del cacciatorpediniere, così come delle altre unità militari, vigevano i servizi di difesa e di sicurezza: le mitragliere da 40/39 e da 13,2 mm erano armate e pronte al fuoco, i locali presidiati e portelleria e porte stagne chiuse. Si trattava delle procedure regolamentari per gli attacchi aerei all'ormeggio. Il personale non necessario a tali servizi era stato trasferito sui piroscafi Sabbia e Liguria.

Alle 21.54 del 19 luglio la base libica fu messa in allarme in seguito all'arrivo di sei aerosiluranti Fairey Swordfish dell'824th Squadron della Fleet Air Arm, decollati da Sidi el Barrani: i velivoli erano stati inviati sulla base con lo specifico scopo di attaccare le navi ormeggiate in rada e giunsero sui cieli di Tobruk alle 22.30. Dopo aver dovuto compiere diversi passaggi sulla rada per evitare il forte tiro contraereo delle difese di terra, per localizzare i bersagli e per prepararsi ad attaccare, gli aerosiluranti passarono all'attacco verso l'1.30 del 20 luglio, mentre anche le navi all'ormeggio aprivano il fuoco con le rispettive armi contraeree. L'incrociatore corazzato San Giorgio aprì il fuoco verso sud con alzo molto ridotto, spostando celermente il tiro verso ovest, e sull'Ostro ci si rese conto che gli aerei attaccanti erano aerosiluranti. La prima nave ad essere silurata, all'1.32, fu il piroscafo Sereno, che affondò lentamente di poppa. 

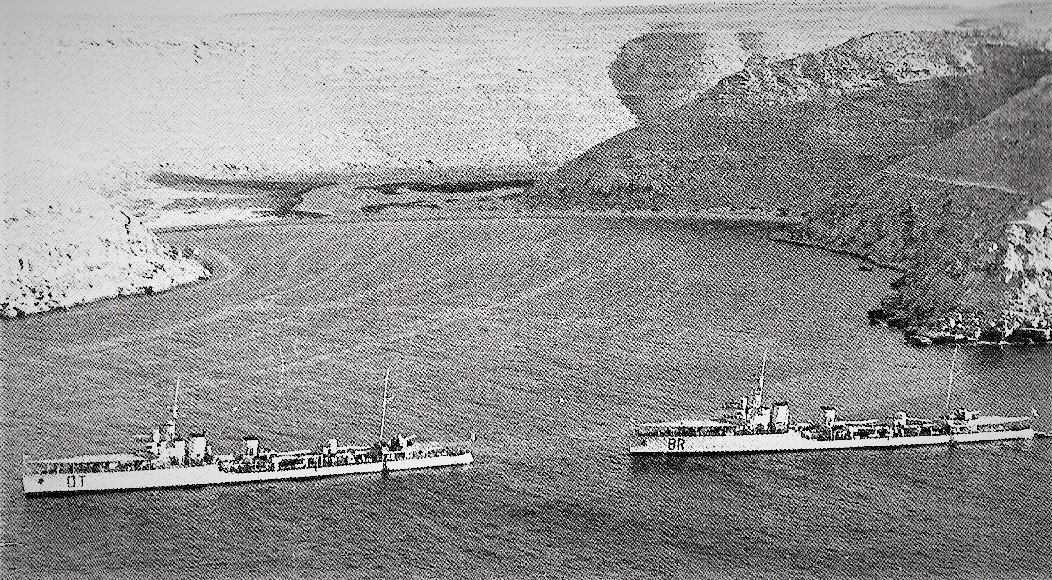
LOstro ed il gemello e sezionario Borea alla fonda nelle acque di Bardia, nella primavera del 1940.

 Poco dopo l'Ostro avvistò tre aerei, che volavano a bassa quota ed in formazione serrata, provenienti dalla direzione della caserma per sommergibilisti: mentre i velivoli, arrivati sul porto, si separavano, il cacciatorpediniere aprì il fuoco contro di essi con 2 mitragliere da 40 mm ed una da 13,2 mm (quella di dritta, che sparò una cinquantina di colpi), ma all'1.34 uno degli Swordfish mise a segno il suo siluro: l'arma esplose all'altezza del deposito munizioni poppiero, che deflagrò in maniera devastante e provocò lo sbandamento e l'affondamento dell'Ostro in dieci minuti, all'1.44. Numerose schegge infuocate prodotte dalla deflagrazione furono lanciate anche sul Nembo (che si preparò soccorrere l'unità gemella, ma venne poco dopo a sua volta aerosilurato ed affondato) e sull'Aquilone, e il furioso incendio sviluppatosi a poppa dell'Ostro, un'alta fiammata rossastra, proseguì a lungo, illuminando il porto.
Le ricerche dei dispersi, iniziate prima ancora della conclusione dell'attacco, continuarono sino al mattino successivo. Tra l'equipaggio dell'Ostro si registrarono 42 vittime (due morti accertati e 40 dispersi tra cui due ufficiali) e 20 feriti (tra i quali il comandante Zarpellon). Ad evitare perdite ancora più pesanti contribuì il fatto che parte degli equipaggi dei cacciatorpediniere fossero stati alloggiati non a bordo delle rispettive unità, ma sul Sabbia e sul Liguria.
L’Ostro aveva svolto in tutto 8 missioni di guerra (3 di caccia antisommergibile, 3 di scorta e 2 di trasferimento), percorrendo complessivamente 2723 miglia. Le artiglierie dell'Ostro e del Nembo, rimosse dai relitti dei due cacciatorpediniere, vennero portate in postazioni di terra ed utilizzate nella difesa di Bardia.

### Comandanti
Capitano di corvetta Luigi Monterisi (nato a Taranto il 24 gennaio 1903) (10 giugno - 30 giugno 1940)
Capitano di fregata Giuseppe Zarpellon (nato a Tregnago VR il 29 settembre 1900) (1-20 luglio 1940)

## Galleria d'immagini

L'Ostro nei primi anni di servizio.
Il cacciatorpediniere fotografato nella primavera del 1939.
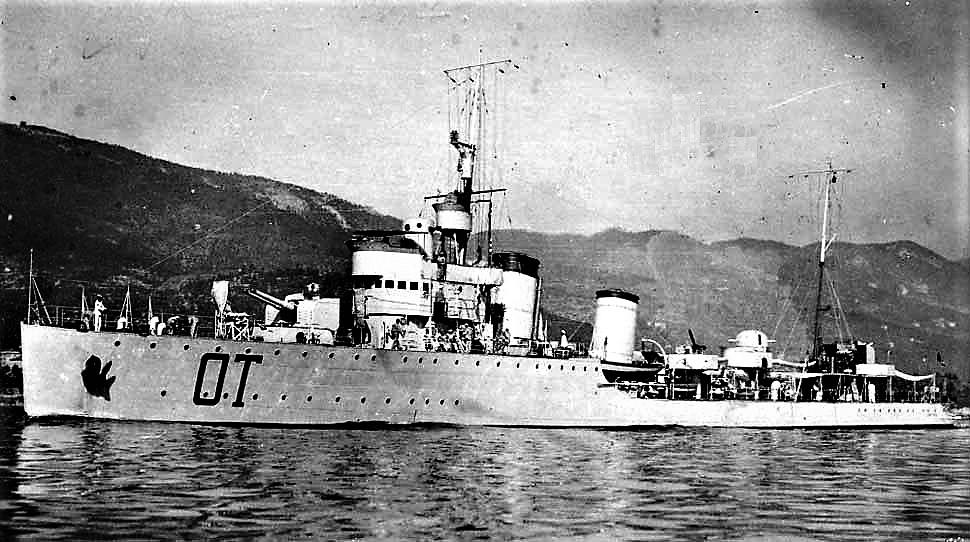
Un'altra immagine dell'Ostro.
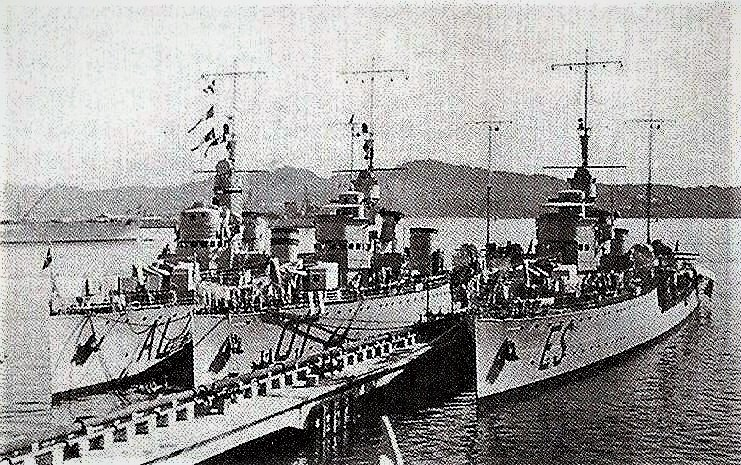
Da sinistra: Aquilone, Ostro ed Espero a La Spezia, nel corso degli anni '30.